# أولافي بآفولاينن
أولافي بآفولاينن (Olavi Paavolainen؛ كيفنابا، 17 سبتمبر 1903 - هلسنكي، 19 يوليو 1964) صحفي وكاتب مقالة وكتب سفر وشاعر ومتعدد الثقافات فنلندي. استخدم غالباً اسم لوري أولافي المستعار. كان بآفولاينن شخصية محورية لمجموعة «حاملو الشعلة» (Tulenkantajat) الأدبية إحدى أكثر قادة الرأي الأدبي تأثيراً بين الحربين العالميتين في فنلندا. مثـّل آراءً ليبرالية وذات توجه أوروبي ثقافياً وكان ذو عين انتقائية للأفكار الجديدة.
في أواخر العشرينات أشاد بآفولاينن بالحياة الحضرية والتكنولوجيا والسيارات المزمجرة في أعماله التي تمحورت حول الحداثة كما فعل الشاعر الإيطالي المستقبلي فيليبو توماسو مارينيتي (1876-1944) قبل عقدين من الزمان. في الثلاثينات والأربيعينات نشر عدد من الأعمال التي انتقدت بشكل مثير للجدل أعضاء الحكومة النازية في ألمانيا ولاحقاً حرب الشتاء بين فنلندا والاتحاد السوفياتي.

## 1947 -: تغيير الاتجاه

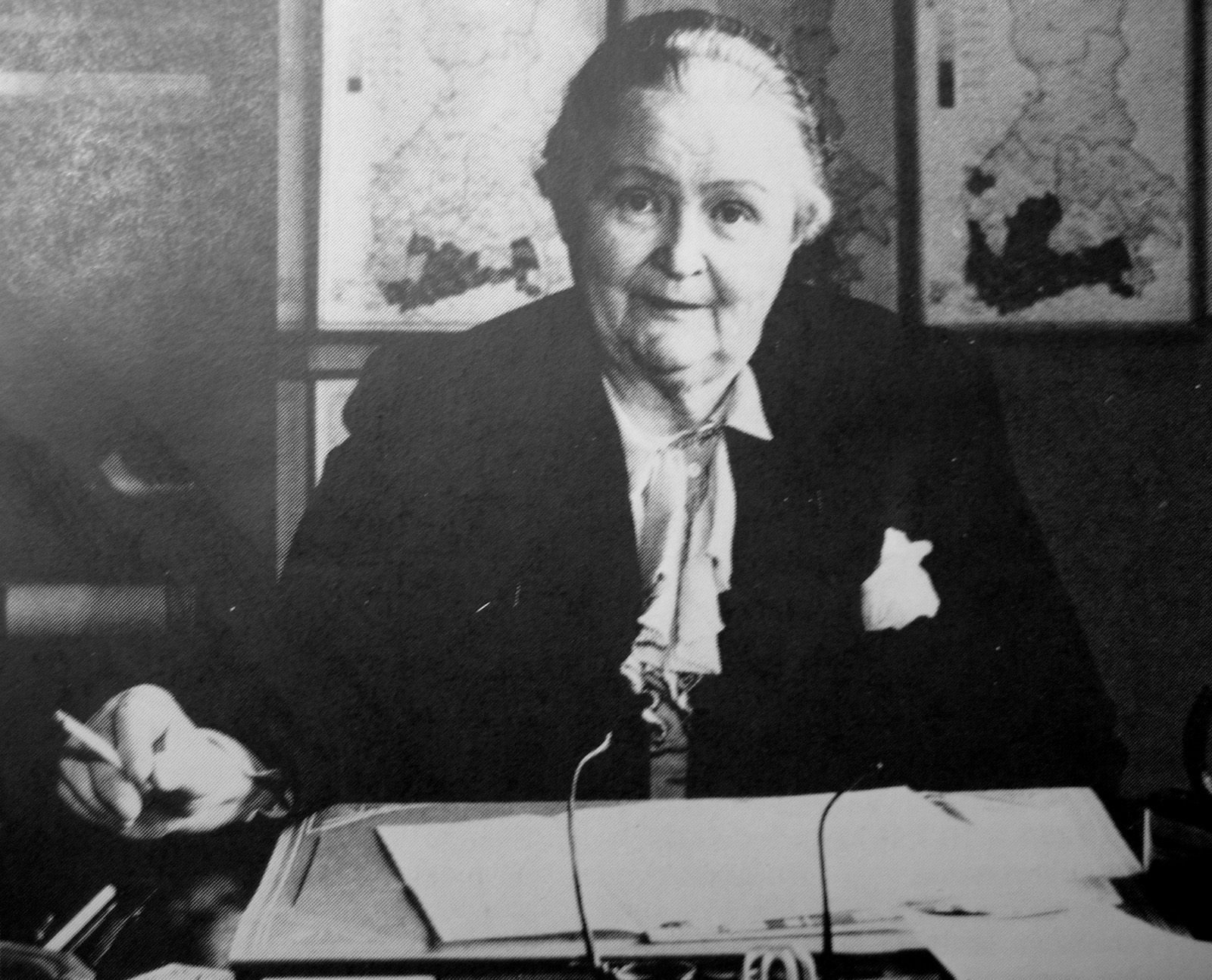
في عام 1947 عـُين مديرا لقسم المسرح بالإذاعة الفنلندية من قبل الكاتبة المعروفة هلا فووليوكي

في عام 1947، غيـّر بآفولاينن اتجاهه وعـُين مديراً لقسم المسرح في الإذاعة الفنلندية بمعرفة هلا فووليوكي التي أقيلت سنة 1949. في عهد بآفولاينن الذي قبـِل العمل على مضض حضيت برامج الإذاعة المسرحية بجمهور واسع. من منتصف حتى أواخر الخمسينات كان على علاقة وثيقة بهرتا كوسينن السياسية وعضوة البرلمان ابنة أوتو فيلي كوسينن الذي كان أحد كبار قادة الحزب الشيوعي في الاتحاد السوفياتي.
لطالما اشتكى بآفولاينن خلال سنوات حياته الأخيرة من شعوره بالانهاك وكان يشرب بنهم، وأحيانا لم يكلف نفسه عناء الذهاب إلى العمل، وخطط بشعور بالحنين لكتابة تاريخ التولنكانتايات.
وفي عام 1960 استلم بآفولاينن جائزة إينو لينو المرغوبة من الرئيس أورهو ككونن شخصياً الذي هنأه واصفاً إيـّاه بأنه «رجل دُفع إلى غياهب النسيان».
توفي أولافي بآفولاينن في 19 أغسطس 1964 في منزله في هلسنكي.

## روابط خارجية
- أولافي بآفولاينن على موقع الموسوعة البريطانية (الإنجليزية)